# Gianpaolo Grudina
Gianpaolo Grudina (Decimomannu, 4 febbraio 1956) è un ex calciatore italiano, di ruolo portiere.

## Carriera
Ha militato in diverse squadre professionistiche italiane.
La sua prima squadra importante è stata il Cagliari a metà degli anni 70, dove però non scese mai in campo.
Nel 1978 debutta in Serie C2 con il Civitavecchia e successivamente giocherà ancora in tale categoria con la maglia del Livorno nell'annata 1983-1984; in tale stagione Grudina raggiunge un record ancora imbattuto: quello di portiere meno battuto in un campionato professionistico, subendo 7 gol in 32 partite.
Quella stagione lo fa notare dal Pisa, con il quale debutta in Serie A nel 1985, rimane coi nerazzurri toscani in Serie B la stagione seguente (entrando in campo 3 volte) e gioca nuovamente, stavolta con continuità, nel campionato di Serie A 1988-1989 totalizzando 26 gettoni, e parando un rigore a San Siro al milanista Pietro Paolo Virdis (fu l'unico tiro dal dischetto che l'attaccante non riuscì a realizzare in massima serie). In nerazzurro vince anche in due occasioni la Coppa Mitropa.
Ha poi chiuso la carriera con la Casertana, che nel 1991 ha aiutato a ottenere la promozione in Serie B, categoria dove ha disputato la sua ultima stagione professionistica nella 1991-1992.
In carriera ha totalizzato complessivamente 27 presenze in Serie A e 7 presenze in Serie B.

## Palmarès

### Competizioni nazionali
- Campionato italiano Serie C2: 1

Livorno: 1983-1984 (girone A)
- Campionato italiano di Serie B: 1

Pisa: 1984-1985
- Campionato italiano Serie C1: 1

Casertana: 1990-1991 (girone B)

### Competizioni internazionali
- Coppa Mitropa: 2

Pisa: 1985-1986, 1987-1988